# Hôpital adventiste Porter
L'hôpital adventiste Porter (en anglais, Porter Adventist Hospital) est un centre hospitalier adventiste à Denver dans le Colorado. Il a reçu en 2009 le prix d'accréditation Magnet Recognition, la plus haute distinction aux États-Unis pour l'excellence des services d'infirmerie d'un hôpital.  

## Histoire
Durant les années 1920, Henry Porter, un homme d'affaires de Denver, tomba malade au cours de deux voyages en Californie. Son traitement dans deux sanitariums adventistes (Glendale et Paradise Valley) suscita en lui le désir d'établir un hôpital à Denver qui intégrerait la philosophie adventiste holistique de la santé. En 1930, il offrit une propriété et de l'argent à l'Église adventiste pour construire cet établissement. L'hôpital démarra quelques mois après la Grande Dépression.     

## Services
Porter est affilié à Adventist Health System (Système de santé adventiste), le plus grand système médical protestant aux États-Unis, et à Centura Health, le plus grand réseau médical du Colorado.
Porter est réputé particulièrement dans l'utilisation de la chirurgie robotique.   